# Municipio de Sundbyberg
Sundbyberg (en sueco: Sundbybergs kommun) es un municipio en la provincia de Estocolmo en el centro este de Suecia, al norte de la capital Estocolmo. Sundbyberg se encuentra totalmente dentro del área urbana de Estocolmo y tiene una población 100% urbana. 
Sundbyberg fue separado de Bromma (que desde 1916 se encuentra en el municipio de Estocolmo) en 1888 como ciudad de mercado (köping). Obtuvo el título de ciudad en 1927 y en 1949 se le agregaron partes del municipio de Solna y Spånga (cuando el resto de Spånga se fusionó con Estocolmo). Una fusión propuesta con Solna en 1971 nunca se implementó, convirtiendo a Sundbyberg, con un área de 8,83 kilómetros cuadrados, en el municipio más pequeño de Suecia, pero también el más densamente poblado. El municipio prefiere llamarse ciudad, Sundbybergs stad, sin embargo esto es puramente nominal y no tiene ningún efecto sobre el estado legal del municipio.